# Shiki (huyện)
Shiki là một huyện thuộc tỉnh Badakhshan, Afghanistan. Dân số thời điểm năm 1999 là -26,6 người.